# Pustkowie Gęzyńskie
Pustkowie Gęzyńskie – część wsi Gęzyn, w Polsce, w województwie śląskim, w powiecie myszkowskim, w gminie Poraj.
W latach 1975–1998 miejscowość administracyjnie należała do województwa częstochowskiego.